# Stylaster bithalamus
Stylaster bithalamus är en nässeldjursart som beskrevs av Hjalmar Broch 1936. Stylaster bithalamus ingår i släktet Stylaster och familjen Stylasteridae. Inga underarter finns listade i Catalogue of Life.